# Korte Marnixkade 4
Korte Marnixkade 4 is een gebouw in Amsterdam-Centrum.

## Gebouw
Het gebouw is gelegen ongeveer in het midden van de Korte Marnixkade, bewoners kijken uit over de Singelgracht en Nassaukade.
Het is een uitbundig versierd pand binnen de overgangsarchitectuur. Architecten Herman Hendrik Baanders en Gerrit van Arkel ontwierpen het voor een bouwhandelaar en makelaar. In de voorgevel zijn allerhande versieringen toegepast met stenen in diverse kleuren, verschillende steenvormen etc. Er zijn versierde banden, waterlijsten, gekleurde tegels  en consoles met hoofden te vinden. In het pand werden in het woongedeelte van bouwondernemer Johan Wilhelm van Tubergen (geboren 1858) lambriseringen, vloeren van marmer, plafonds van stuc en schouwmantels in natuursteen aangebracht. Er zijn voorts nog tegelwerkjes onder de ontspanningsbogen boven de vensters en smeedijzeren versieringen. Een blikvanger is het kleurrijke tegeltableau met reliëf in de toegang. In de voorgevel zijn namen te lezen van eerste-steenlegger Johan Willem Tubergen (geboren 1884) dan negen jaar oud (12 september 1893). Daarboven is tussen twee lijsten de naam H.H. Baanders afgebeeld.
Het gebouw werd in april 2004 opgenomen in het monumentenregister vanwege het belang binnen de laat-19e-eeuwse architectuur met een goed bewaard ex- en interieur en een rijke detaillering.

## Afbeeldingen

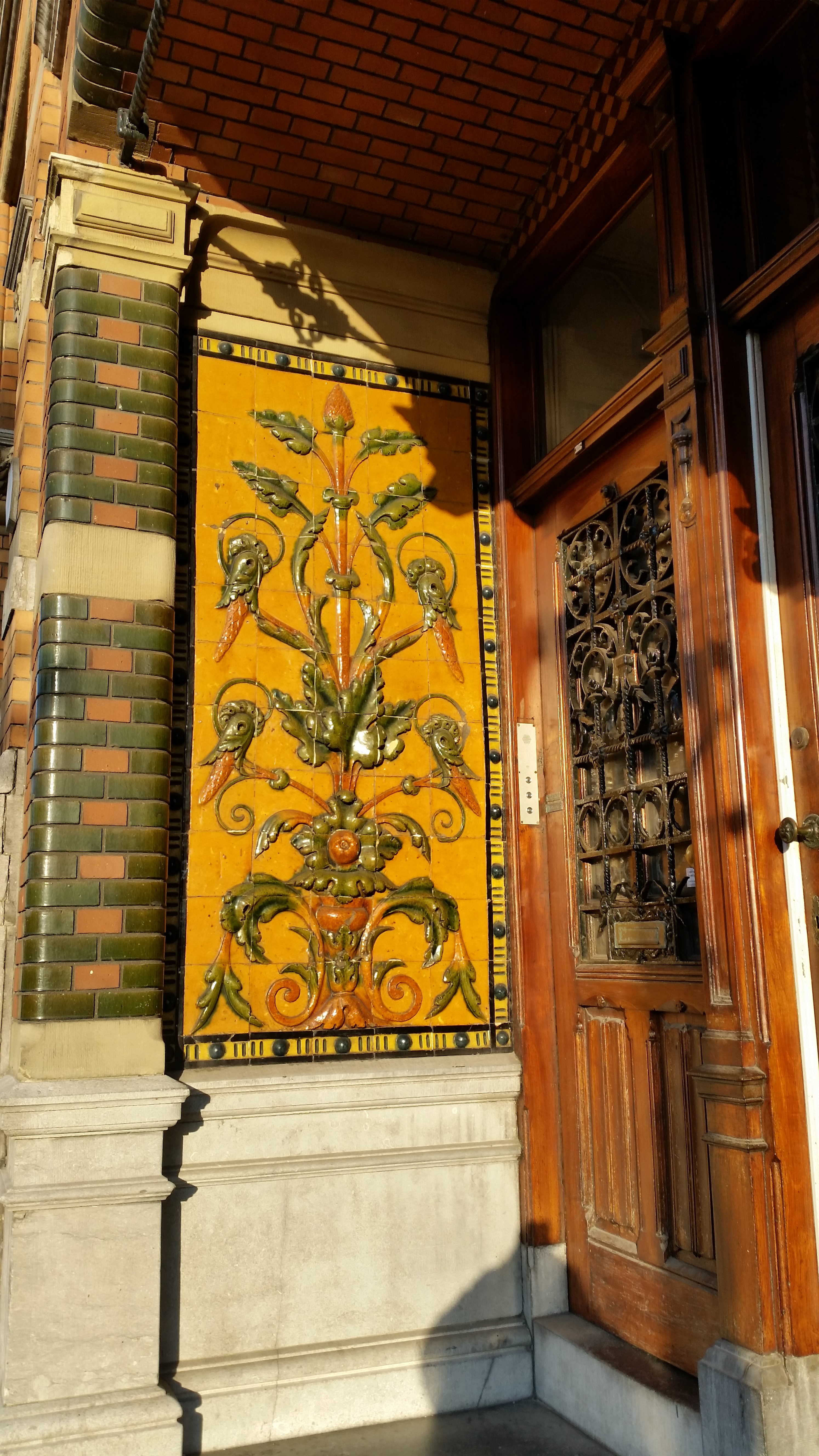
Tegeltableau (oktober 2019)
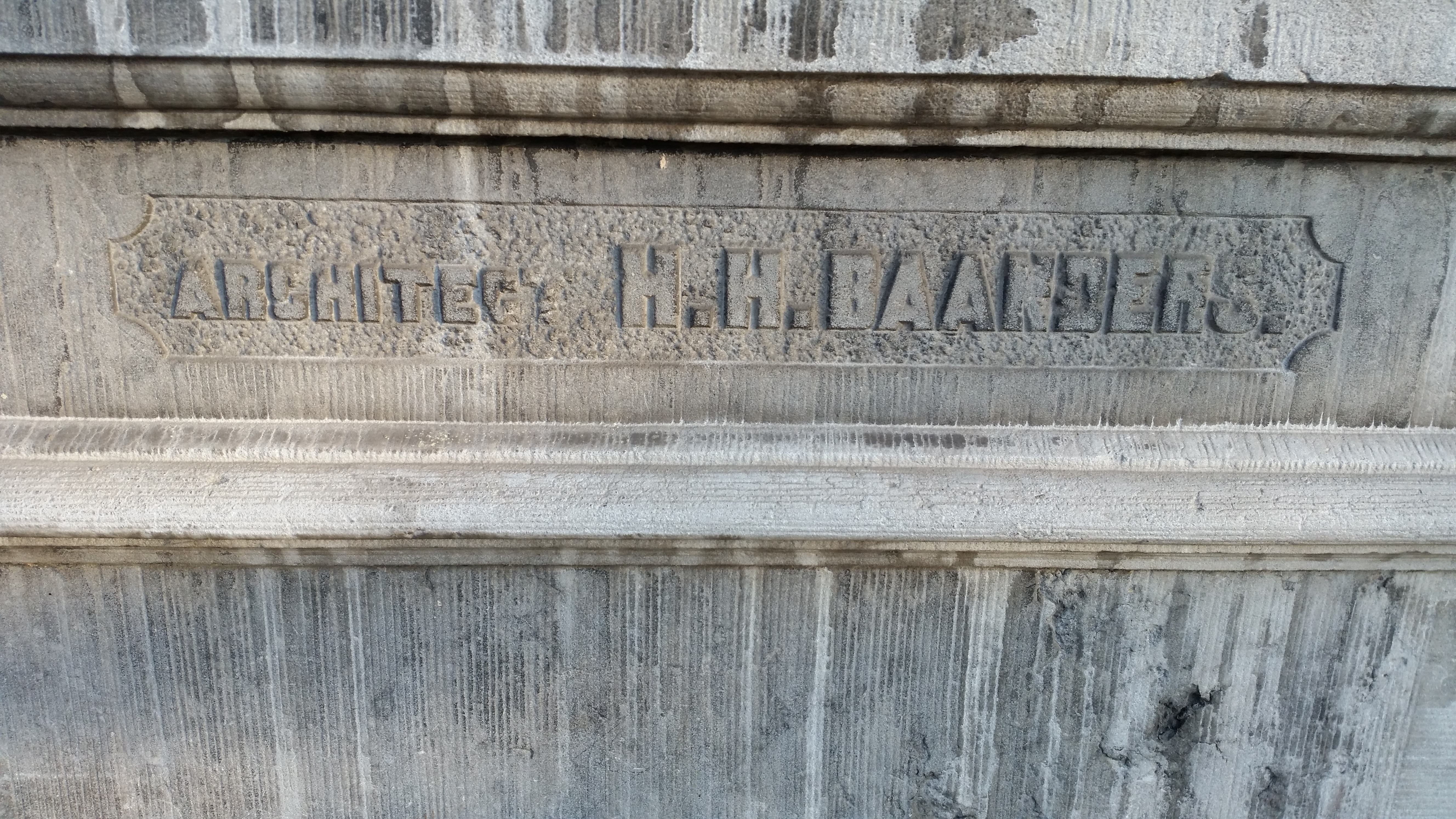
H.H. Baanders (oktober 2019)
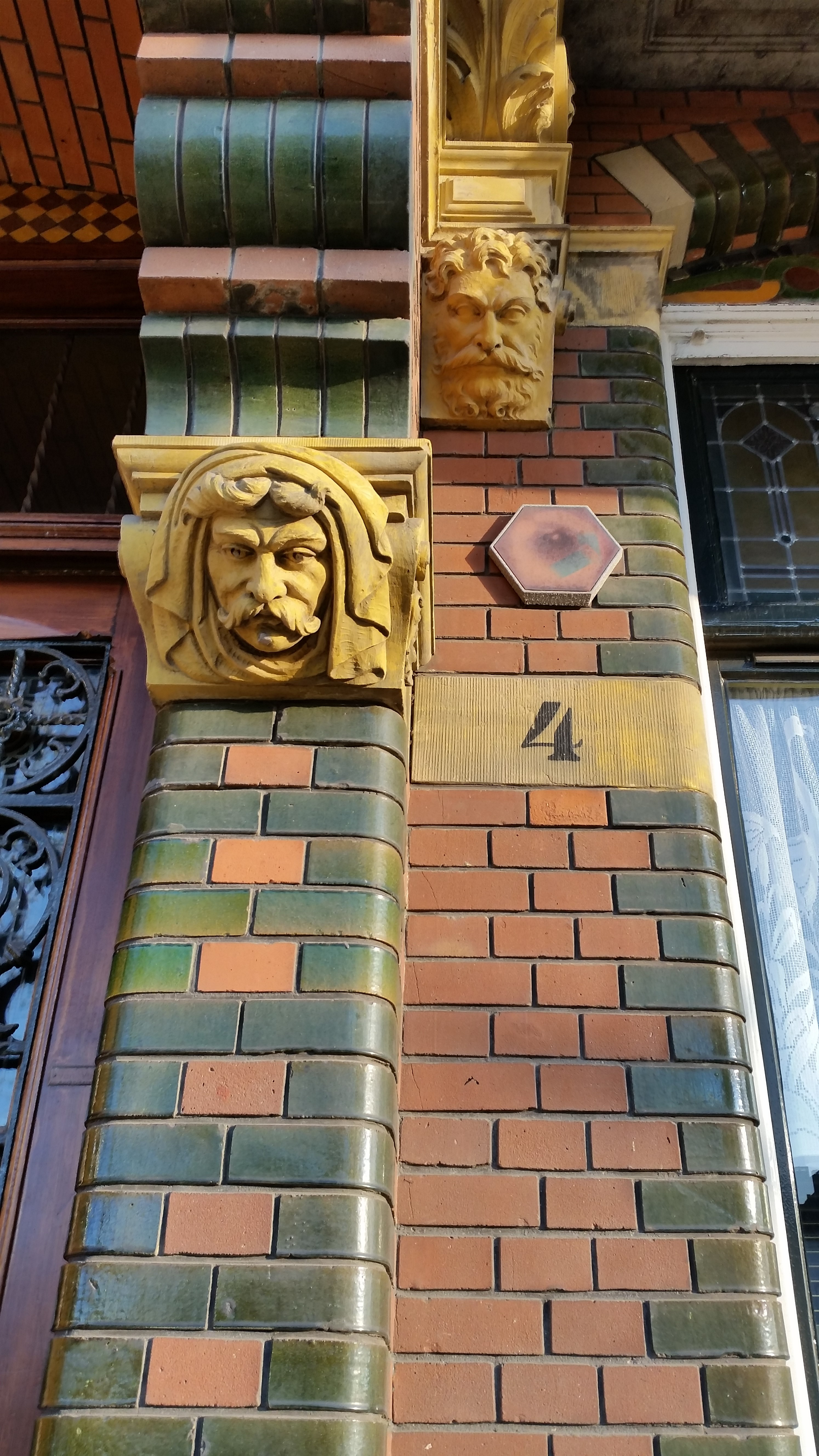
Koppen (oktober 2019)